# Luino
Luino (lombardul: Lüin, régi lombard nevén: Luvín) település Olaszországban, Varese megyében. Lakosainak száma 14 128 fő (2023. január 1.). Luino Agra, Brissago-Valtravaglia, Cannobio, Cremenaga, Dumenza, Germignaga, Maccagno, Montegrino Valtravaglia, Cannero Riviera, Monteggio, Ticino kanton és Maccagno con Pino e Veddasca községekkel határos.

## Népesség
A település népességének változása:
| Lakosok száma | 14 766 | 14 664 | 14 454 | 14 128 |
|               | 2013   | 2017   | 2018   | 2023   |